# 水雉
水雉（學名：Hydrophasianus chirurgus），又名雉尾水雉（英語：Pheasant-tailed Jacana）、長尾水雉等，俗稱菱角鳥，是一個生物學分類上屬於水雉科的物種。該物種的一般分佈地區包括印度次大陸、中國大陸、臺灣島、中南半島、菲律賓群島、婆羅洲等，在冬季時包括泰國地區、馬來半島、印度尼西亞群島和澳大利亞大陸北部等。 該物種是臺灣唯一的水雉科物種，有許多個體棲息於臺灣本島（西南部）之菱角種植地。
水雉屬（Hydrophasianus）是單型的，僅有一個物種。像其他水雉一樣，它們擁有延長的腳趾和趾甲，使它們能夠在淺湖中的浮動植物上行走，這是它們偏好的棲地。它們也可能在覓食時游泳或涉水，水深達到它們的身體。它們分佈於從西部的也門到東部的菲律賓的熱帶亞洲地區，並在其範圍內季節性地遷徙。它們是唯一長距離遷徙的水雉，且具有不同的非繁殖期和繁殖期羽毛。水雉通過游泳或在水生植物上行走來覓食。雌性比雄性大，並且是多配偶制，會產下幾窩由不同雄性在其後宮中撫養的小鳥。

## 分類和系統學

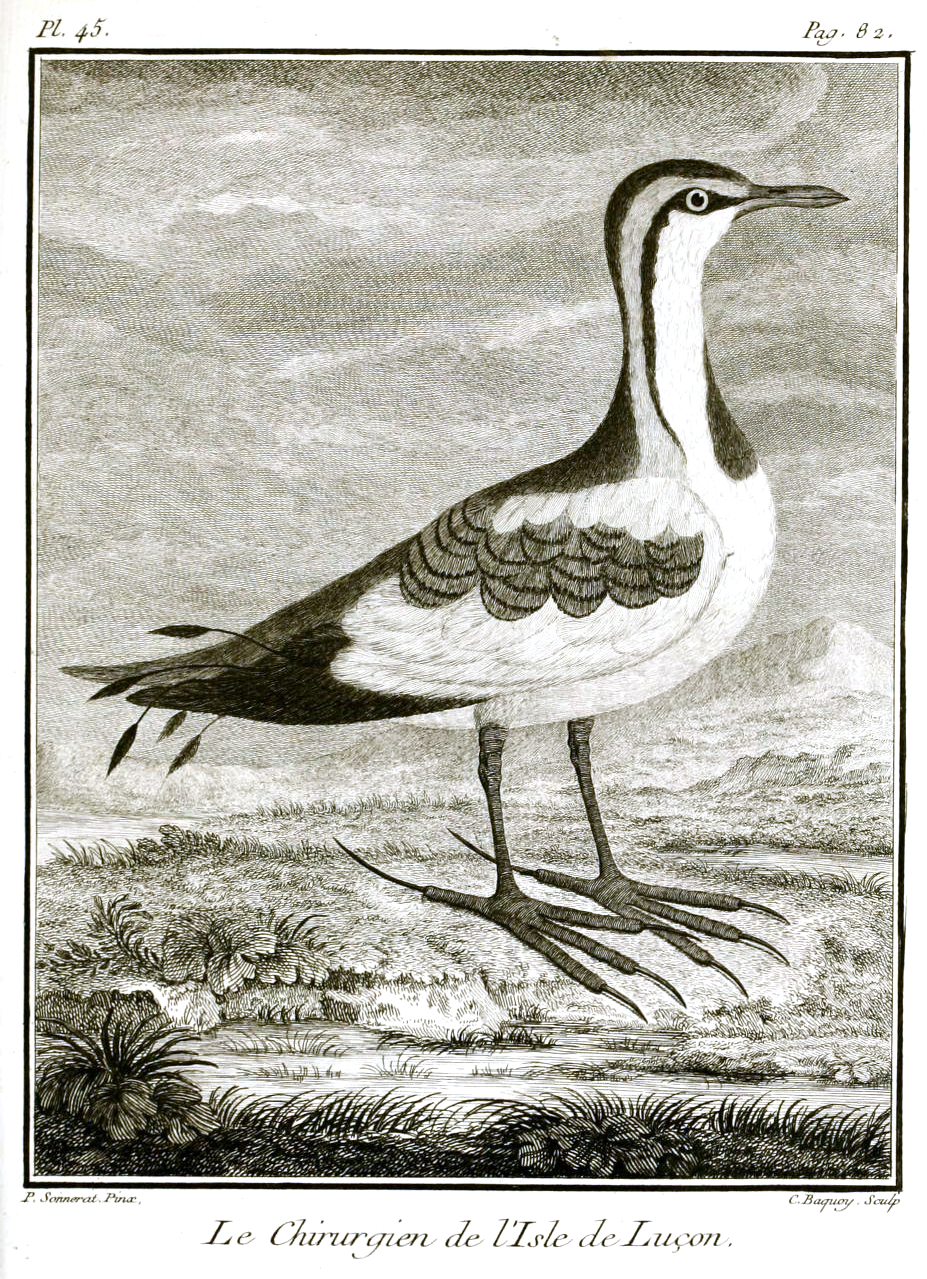
索內拉特的《呂宋島的外科醫生》（1776 年）

水雉由法國探險家皮埃爾·索內拉特於1776年描述，當時他在其著作 《新幾內亞之旅》（Voyage à la Nouvelle Guinée） 中包括了這種鳥的插圖，稱其為「Le Chirurgien de l'Isle de Luzon」即呂宋島的外科醫生。他描述了一隻擁有長趾和延長羽毛的鳥，這些羽毛類似於當時外科醫生用來放血的柳葉刀。 根據這一描述，喬瓦尼·安東尼奧·斯科波利於1787年在其著作 《亞熱帶動植物美食》（Deliciae Florae et Faunae Insubricae） （Pars II） 中為該鳥提供了雙名法，並將其歸入鷸屬（Tringa）中。他保留了名稱 chirurgus 作為種名。 後來它被歸入 Parra 屬（在次異名 Parra luzonensis 之下），與其他水雉一起，之後水雉科（當時稱為Parridae）內的屬被分開。

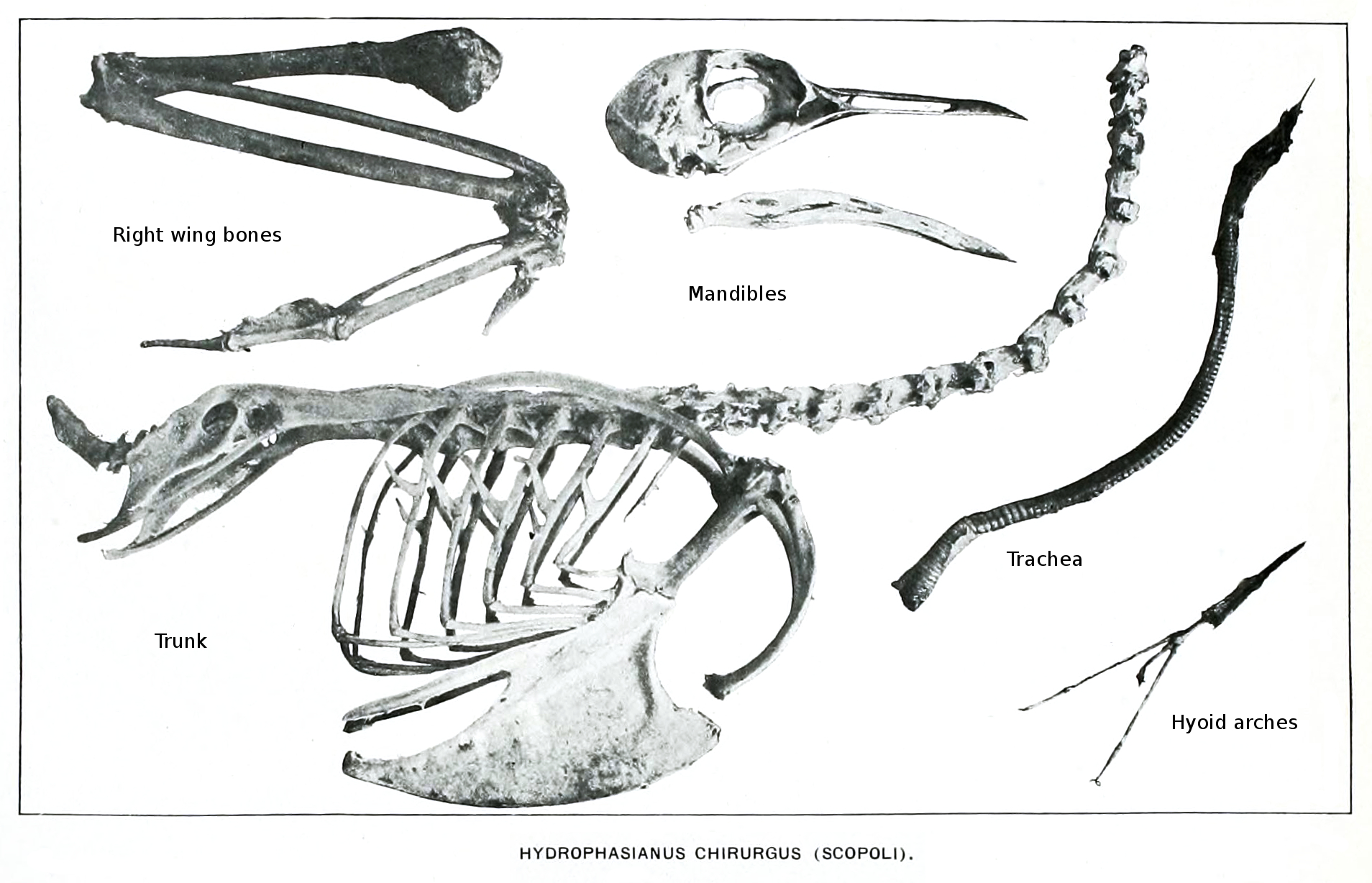
雌鳥骨骼，顯示鳥翼上的骨刺、上顎骨基部的氣化以及帶有胸骨、氣管和舌骨的軀幹

該屬 Hydrophasianus，意為「水雉」，由約翰·格奧爾格·瓦格勒於1832年創立，因該物種具有細長的喙，缺乏額瓣，後爪較 銅翅水雉屬（Metopidius） 短，外側兩根初級飛羽呈槍形延伸，第四根初級飛羽呈尖形，且具有獨特的繁殖期和非繁殖期羽毛。

## 描述

### 特徵
水雉外形似雉，在繁殖期金黃褐白羽色和長長尾羽，水上盈盈、姿態翩翩而有「凌波仙子」、「葉行者」和「菱角鳥」的美稱。

### 羽色
羽色冬夏不同：夏羽头顶、面颊、喉和前颈为白色，头后黑色，颈后为金黄色，每侧镶有黑色条纹，肩、背橄榄色泛紫光，腰羽和尾羽黑色，两翼黑白相间；冬羽原黑色部分大多换成褐色，尾羽变短。
水雉顯眼且無可錯認。當計入尾羽流蘇時，它是水雉家族中最長的物種。繁殖期的羽毛以延長的中央尾羽毛為特徵，這賦予了它這個名字。身體為巧克力棕色，臉部為白色，頭冠後部為黑色，頸部兩側有白色條紋，將頸部前側的白色與頸背的絲質金黃色分隔開來。翅膀主要為白色。飛行時，白色的翅膀顯示出一個黑色邊框，這是由最外側初級飛羽和外側次級飛羽與初級飛羽的尖端形成的。覆羽為淺棕色，而肩羽可能帶有綠色或紫色的光澤。在非繁殖季節，頭頂和背部為深棕色，只有少許金色頸背羽毛的痕跡可見。一條深色的眼紋沿著頸側延伸，並在略微髒污的白色前側形成一條深色項鏈。外側的兩根初級飛羽有一個細長（槍形或匙形）的延伸，並在尖端變寬。第四根初級飛羽有一個由羽軸形成的尖端，這是因為失去了網狀部分。 幼鳥的上部為棕色，深色項鏈不完整。頸側的黑色條紋和白色翅膀的痕跡將它們與銅翅水雉的幼鳥區別開來。它們有發達的鋒利白色腕刺，且雌性的腕刺較長。腕刺也可能經歷換羽，但這在本物種中尚未得到具體描述。 尾巴短且強烈分級。與銅翅水雉相比，嘴部更纖細，在繁殖期為藍黑色，尖端為黃色，非繁殖期則為暗棕色，基部為黃色。腿部為深藍灰色，虹膜為棕色。
舒菲爾特 描述了來自呂宋的一個標本的骨骼特徵，這些特徵與典型的水雉相符，唯一不同的是頭骨在某些方面類似於鷸。頭骨和下顎骨略微氣化，與其他骨骼不同，胸骨的側面有一個缺口，作為細長劍突狀突起的附著點。

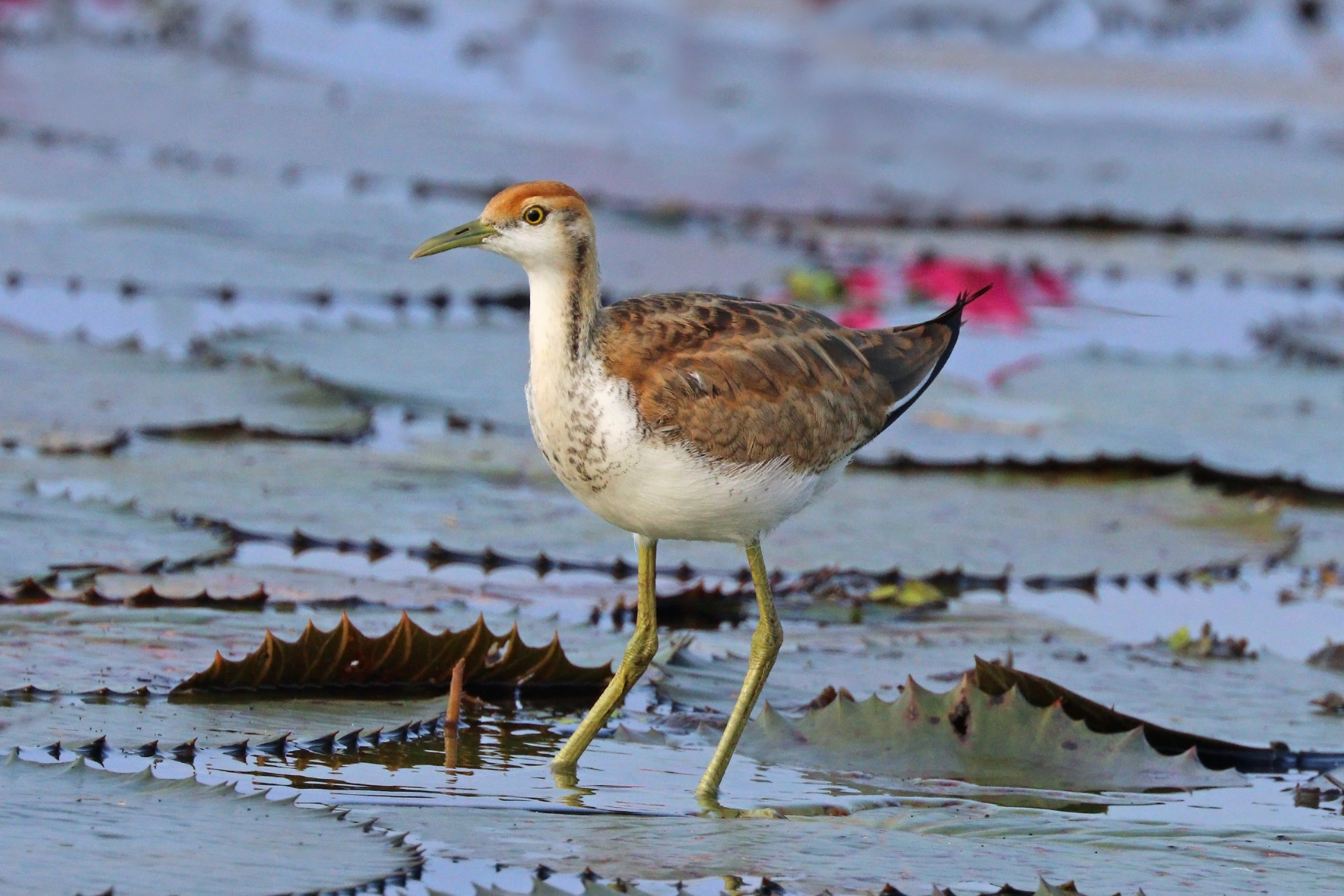
與年輕的青銅翅水雉不同，幼年水雉的頸部側面有深色條紋。
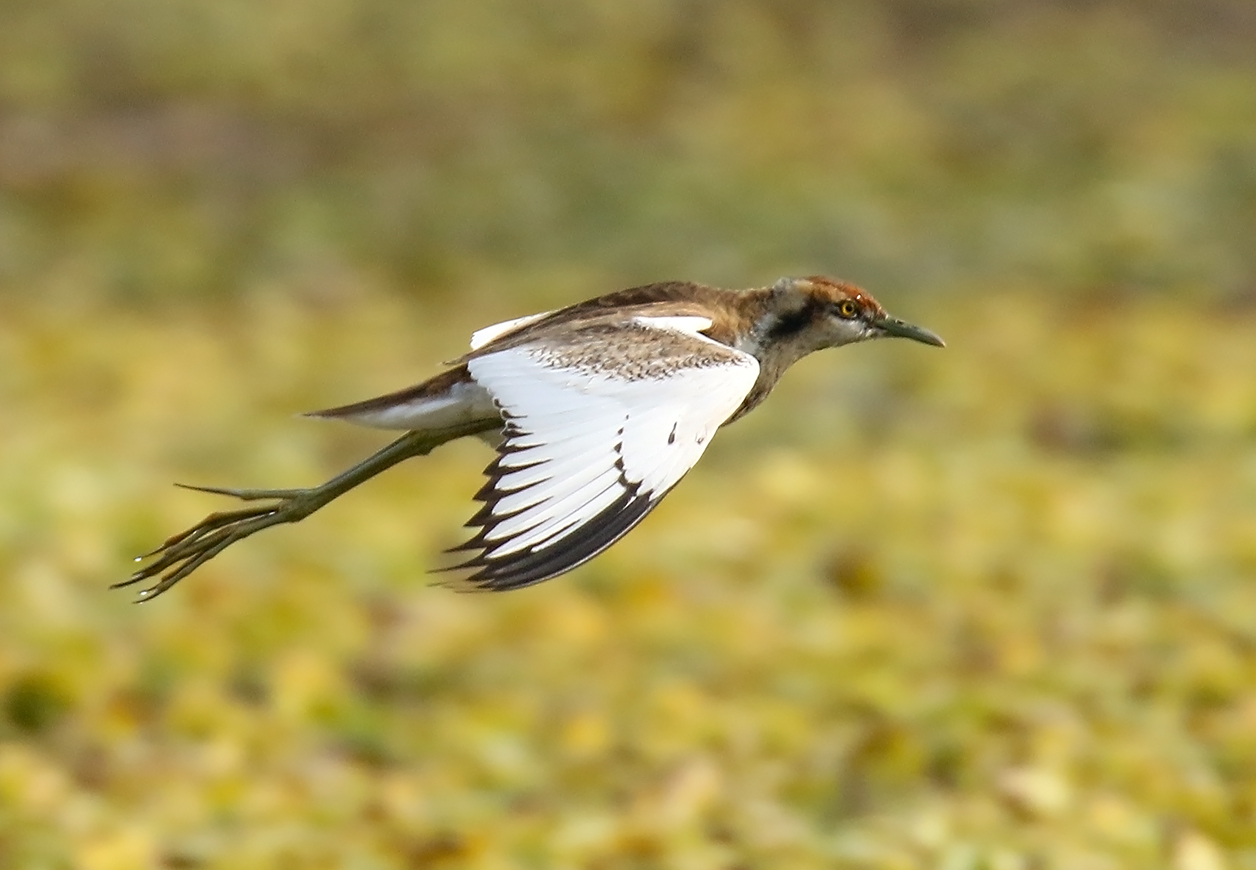
非繁殖羽
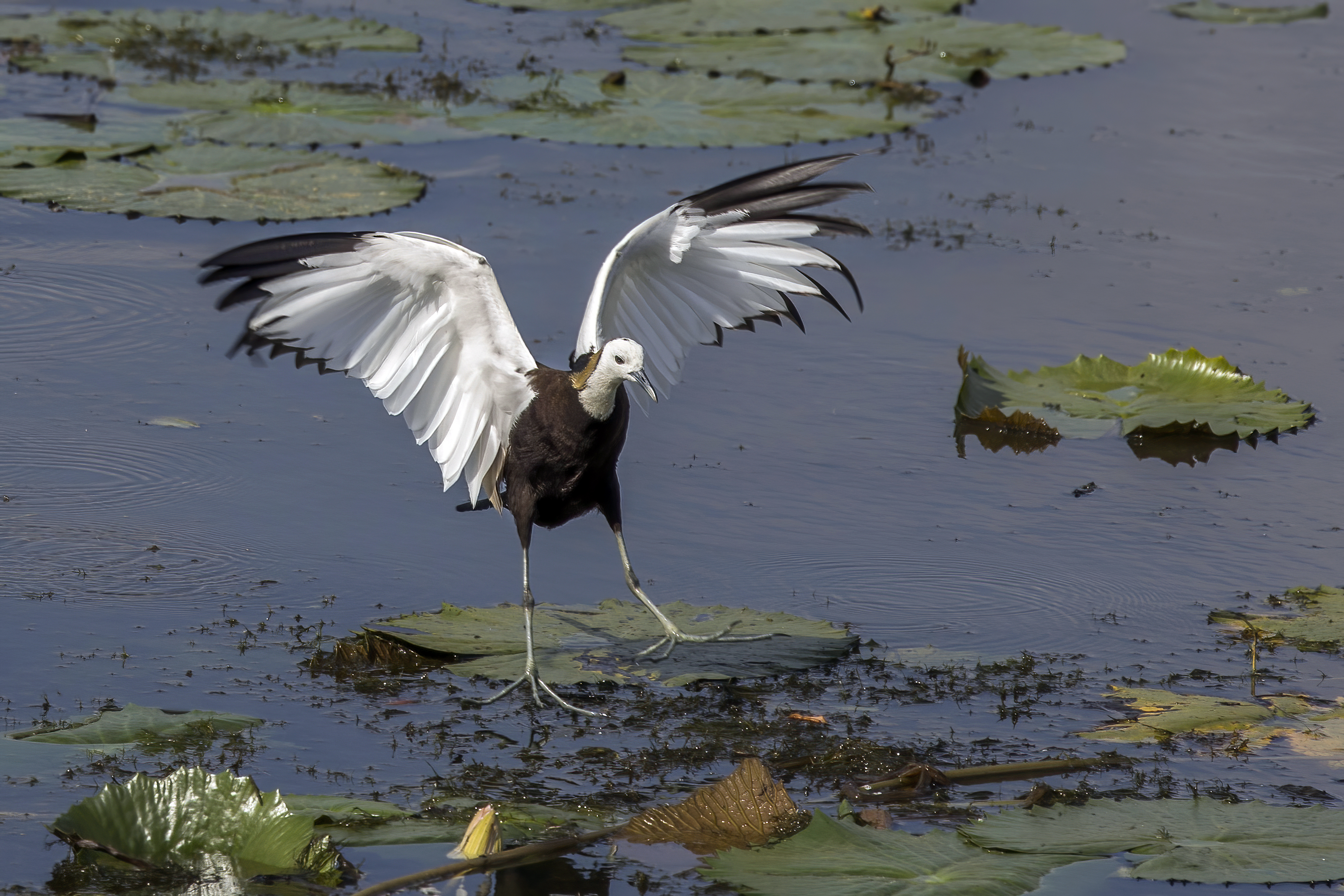
繁殖羽 第四根初級飛羽的尖端在飛行時可見

### 測量
以下是基於泰國繁殖季節期間對活體標本的研究所得到的標準測量數據。這些數據取自17隻雄性和4隻雌性。部分測量數據來自Rasmussen和Anderton （2005） ，其中頭部測量數據是從喙尖到頭骨後部（範圍值而非平均值）。
| 測量數據        | 測量數據 | 測量數據 |
| --------------- | -------- | -------- |
|                 | 雄性     | 雌性     |
| 體重 （g）      | 129.2    | 140.7    |
| 喙長 （cm）     | 2.89     | 3.12     |
| 翼展 （cm）     | 24.76    | 25.83    |
| 跗骨長 （cm）   | 5.72     | 6.33     |
| 尾長 （cm）     | 25.75    | 28.34    |
| 頭部長度 （cm） | 5.3-5.5  | 5.8-6.3  |
| 全長 （cm）     | 45.91    | 50.27    |

體重測量數據可能因生理狀況而有較大差異，通常不作為分類學用途。來自菲律賓的數據集顯示雄性的體重範圍為120—140 g（4.2—4.9 oz），而雌性為190—200 g（6.7—7.1 oz）。

## 分佈與棲地
水雉是熱帶印度、東南亞和印尼的留鳥，在其分佈範圍內與銅翅水雉有很大的重疊，但與銅翅水雉不同的是，水雉也出現在斯里蘭卡。它們棲息在有足夠浮動植被的小至大型湖泊中。在大部分分佈範圍內，它們是留鳥，但北方繁殖的水雉會從中國南部和喜馬拉雅山脈遷徙到東南亞和印度半島。在南京，該鳥十一月離開，在四月的第三週返回避暑。部分水雉以非繁殖期羽毛到達。 這個物種在台灣是留鳥，且被認為是瀕危物種。鳥類在夏季分散，並已被記錄為在索科特拉島、卡塔爾、澳大利亞和日本南部（主要是沖繩、與那國、石垣和西表）出現的迷鳥。該物種通常在較低海拔地區更為常見，但在夏季會爬升至喜馬拉雅山脈，並有記錄顯示該物種出現在3650米高度的克什米爾（維尚薩爾湖）和3800米的拉豪爾和斯皮提縣。
在台灣的水雉因棲地消失而變得珍貴而稀有，面臨生存危機，目前已被列為第二級珍貴稀有之保育類動物。台南市官田一帶為其在台灣最大與最主要的棲息地，並被選為該市的市鳥。

## 行為與生態
水雉的主要食物來源是昆蟲、軟體動物和從浮動植被或水面上拾取的其他無脊椎動物。它們通過在植被上行走或游泳來覓食，這有點像瓣蹼鷸屬（儘管Hoffmann認為它們在更深的水中涉水，但從不游泳）。它們還攝入絲狀藻類、種子和植物材料，但這可能是純屬偶然。 在水域中可發現多達50到100隻的鳥群，它們可以變得溫順並習慣於人類的存在。它們通常低空飛行在水面上，但也可能在更高空中驅趕猛禽。著陸時，它們會保持翅膀展開直到找到穩固的立足點。
典型的叫聲是貓叫般的 me-onp 或冬季鳥群中的鼻音 teeun。繁殖季節期間，雄性和雌性有不同的叫聲，並存在多種情境變體。幼鳥發出閉著嘴的低沉吱吱聲。

### 繁殖
這種水雉在雨季時在浮動植被上築巢。在印度南部，它們在6月至9月的季風季節繁殖。這是一種多配偶制的物種，一個雌性在一個季節內可產下多達十窩蛋，每窩蛋由不同的雄性撫養。 雌性通過飛行表演和叫聲來吸引雄性。雌性在浮動植被上築巢，巢由植物葉片和莖幹構成，中央有一個凹陷。一窩蛋通常包括四顆有光澤的黑色斑點暗橄欖棕色蛋（偶爾會有顏色奇異的淺海綠色蛋），蛋在早晨以24小時的間隔產下。當一顆蛋在總數一顆或兩顆階段被移走時，巢會被拆除並重建，而三顆蛋階段的移除則不會導致重建。當四顆蛋產下後，雄性開始孵卵，雌性則離開去吸引另一隻雄性。在泰國的一項研究中發現，雌性需要17至21天才能產下下一窩蛋。 中國的一項研究發現，雌性需要9至12天，每個季節可產下近7至10窩蛋。 雄性可能通過用喙和胸部或翅膀與身體之間夾住蛋來移動或拖動蛋。當受到干擾時，它們也可能推動並漂浮蛋到水面上並移至附近的植被平台。 巢可能會移動約15米的距離。
 巢附近的雄性可能會表演斷翼或鼠跑展示來分散捕食者的注意力。蛋的孵化期為26至28天。 在孵化的最初幾天，雌性會保護巢，通過飛行來趕走靠太近的其他水鳥。在近距離的領地戰鬥中，它們會鎖定喙並用雙翼同時攻擊。 雄性在早上和下午積極覓食，並在最熱的時候坐在巢中。 當受到威脅或雄性表現出警戒時，長著絨毛的早熟小鳥會靜止不動，並可能部分潛入水中，只露出喙。
池鷺可能會掠食蛋，而雛鳥則可能被黑翅鳶等猛禽捕食。 吸蟲寄生蟲 Renicola philippinensis 曾在布朗克斯動物園中發現於水雉的腎臟中，而 Cycloceolum brasilianum 則在印度被記錄。 這種鳥的羽蝨種類 Rallicola sulcatus 已從該物種中描述，且看起來與銅翅水雉的羽蝨 Rallicola indicus 非常相似。 另一種已知的羽蝨是 Pseudomenopon pilosum。

## 文化中的形象
水雉在斯里蘭卡的荷花池中常見，並因其像貓叫的叫聲而被僧伽羅語稱為「貓鴨」或juana。 在阿薩姆的卡查爾地區，它被稱為 ，意為「小白水公主」。

### 腳註
1. ↑  . The IUCN Red List of Threatened Species 2016.   [1 October 2016]. 数据库資料包含說明此物種被編入近危級別的原因
2. ↑  Viscount Walden, Arthur. . Transactions of the Zoological Society of London. 1877, 9: 125–252. doi:10.1111/j.1096-3642.1875.tb00238.x.
3. 1 2  .   [2024-08-01]. （原始内容存档于2024-08-01） （中文（臺灣））.
4. ↑  . Birds of Singapore. 2016-01-10  [2024-08-01]. （原始内容存档于2024-08-01） （美国英语）.
5. ↑  .   [2024-08-01] （中文（臺灣））.
6. ↑  . 官田．菱雉菱.   [2024-08-01]. （原始内容存档于2024-08-01） （中文（臺灣））.
7. ↑  . 社團法人台灣濕地保護聯盟. 2021-10-21  [2024-08-01]. （原始内容存档于2024-08-01） （中文（繁體））.
8. 1 2 3  Thong-aree, Siriporn; Khobkhet, Obas; Lauhachinda, Virayuth; Pong-umpai, Somnuk.  (PDF). Nat. Hist. Bull. Siam Soc. 1995, 43: 289–302  [2024-08-27]. （原始内容存档 (PDF)于2019-08-07）.
9. 1 2 3  Hoffmann, Alfred. . Scop. Ornithol. Ber. 1950, 2: 119–126 （德语）.
10. ↑  Sonnerat, Pierre. . Paris: Chez Ruault. 1776: 82–84  [2024-08-27]. （原始内容存档于2024-08-27）.
11. ↑  Scopoli, Giovanni Antonio.  (PDF). 1787: 92  [2024-08-27]. （原始内容 (PDF)存档于2019-04-03）.
12. ↑  Blanford, W.T. . Calcutta: Taylor and Francis. 1898: 219–221.
13. ↑  Baker, E.C. Stuart.  2. London: Taylor and Francis. 1929: 42–43.
14. ↑  Mitchell, P. Chalmers. . Proceedings of the Zoological Society of London. 1905, 2 (3): 155–169. doi:10.1111/j.1469-7998.1905.tb08384.x.
15. ↑  LaPersonne, V.S. . Journal of the Bombay Natural History Society. 1934, 37 (3): 733  [2024-08-27]. （原始内容存档于2024-08-27）.
16. ↑  LaPersonne, V. S. . J. Bombay Nat. Hist. Soc. 1934, 37: 733  [2024-08-27]. （原始内容存档于2024-08-27）.
17. ↑  Rand, A.L. . The Wilson Bulletin. 1954, 66: 127–134.
18. 1 2 3 4  Hayman, Peter; Marchant, John; Prater, Tony. . London: Christopher Helm. 1988: 217–218. ISBN 978-0-395-60237-9.
19. 1 2 3 4  Ali, Salim; Ripley, S. Dillon.  2. Oxford University Press. 1980: 199–200.
20. ↑  Whistler, Hugh.  4. London: Gurney and Jackson. 1949: 457–459.
21. ↑  Shufeldt, R.W. . The Philippine Journal of Science. 1919, 14: 87–104.
22. ↑  Rasmussen, P.C.; Anderton, J. . Smithsonian Institution and Lynx edicions. 2005: 150.
23. ↑  Dunning, John B. Jr (编).  2. CRC Press. 2008: 97. ISBN 9781420064445.
24. 1 2 3  Hoffmann, Alfred. . Zoologische Jahrbücher. 1949, 78: 367–403 （德语）.
25. ↑  Demey, Ron (编). . Bulletin of the African Bird Club. 2005, 12 (1): 71.
26. ↑  Balmer, D.; Betton, K. (编). . Sandgrouse. 2006, 28 (2): 184–192.
27. ↑  Betterton, F.A. . J. Bombay Nat. Hist. Soc. 1947, 47 (2): 384  [2024-08-27]. （原始内容存档于2024-08-27）.
28. ↑  Whistler, Hugh. . Ibis. 1925, 67 (1): 152–208. doi:10.1111/j.1474-919X.1925.tb02913.x （英语）.
29. ↑  Jenni, D.A.; Bonan, A. . del Hoyo, J.; Elliott, A.; Sargatal, J.; Christie, D.A.; de Juana, E.  (编). . Barcelona: Lynx Edicions. 2019  [2019-03-26].
30. 1 2  Chen, Te-Chih; Lin, Yao-Sung; Ding, Tzung-Su. . Taiwania. 2008, 53 (2): 107–115. doi:10.6165/tai.2008.53(2).107.
31. ↑  Mason, C.W. Maxwell-Lefroy, H. , 编. . 1911: 264  [2024-08-27]. （原始内容存档于2024-08-27）.
32. ↑  Livesey, T.R. . J. Bombay Nat. Hist. Soc. 1921, 27 (4): 954  [2024-08-27]. （原始内容存档于2024-08-27）.
33. ↑  Inglis, C.M. . J. Bombay Nat. Hist. Soc. 1920, 27 (2): 403  [2024-08-27]. （原始内容存档于2024-08-27）.
34. ↑  Serrao, J.S; Shekhar, P.B. . Newsletter for Birdwatchers. 1962, 2 (1): 4–6.
35. ↑  Khan, Z. I.; Mughal, M. S. . Journal of Bioresource Management. 2014, 1 (2): 35–37. doi:10.35691/JBM.4102.0010 .
36. ↑  Finn, Frank. . Proceedings of the Zoological Society of London. 1902, 1: 261–264  [2024-08-27]. （原始内容存档于2024-08-27）.
37. ↑  Stunkard, H.W.; Nigrelli, R.F.; Gandal, C.P. . Zoologica. 1958, 43: 105–113  [2024-08-27]. （原始内容存档于2024-08-27）.
38. ↑  Odening, K.  [New hosts for some bird trematodes from Latin America and South Asia]. Anales del Instituto de Biologia Universidad Nacional Autonoma de Mexico, Zoologia. 1970, 41 (1): 109–119.
39. ↑  Emerson, K.C.; Elbel, R.E. . Entomological News. 1961, 72: 130–132.
40. ↑  Price, R.D.; Hellenthal, R.A.; Palma, R.L.; Johnson, K.P.; Clayton, D.H. . Illinois Natural History Survey. 2003: 289. ISBN 1882932080.
41. ↑  Layard, E.L. . The Annals and Magazine of Natural History. 1854, 14  [2024-08-27]. （原始内容存档于2024-08-27）.
42. ↑  Baker, E.C. Stuart. . Journal of the Bombay Natural History Society. 1929, 33 (3): 473–479.

### 文獻
- BirdLife International. . The IUCN Red List of Threatened Species 2004.   [12 May 2006]. 資料庫資料包含解釋為何此物種為最低關注